# Hubert Goltz
Hubert Goltz, ma anche Hubertus Goltzius o altre forme ancora (Venlo, 1526 – Bruges, 1583), è stato un pittore, numismatico e antiquario fiammingo.

## Biografia
Figlio di Rutger den Meeler e Catherina Goltzius, zio del più noto pittore e incisore Hendrick. Dopo un periodo di studi a Venlo, fu mandato a Liegi all'accademia dei 'romanisti' di Lambert Lombard, di cui fu allievo fino al 1546. Si trasferì poi ad Anversa, dove entrò a far parte della Corporazione di San Luca; attorno al 1550 sposò Elisabeth Verhulst Bessemers, da cui ebbe 7 figli. Divenne inoltre parente di Pieter Coecke van Aelst, pittore che lo introdusse nell'ambiente intellettuale anversano e della grande pittura fiamminga. Appassionato studioso di antichità e in particolare di numismatica, artista, antiquario e collezionista, amico del geografo, cartografo e umanista Abraham Ortelius, dal 1558 si trasferì a Bruges dove continuò i suoi studi e intraprese l'attività di editore ("Officina Goltziana") con il nobile cattolico Marc Laurin, suo mecenate, e suo fratello Guy. Più volte a Roma, vi fu insignito della "civitas" onoraria nel 1567, con un decreto da lui stesso pubblicato nel suo "Sicilia et Magna Graecia", che dimostra il prestigio di cui in quegli anni egli godeva nell'ambiente pontificio e intellettuale romano. Dopo la fuga di Marc Laurin da Bruges nei disordini religiosi del periodo, e la morte di questi a Calais, costretto a concludere l'esperienza della "Officina", Goltzius si volse nuovamente ad Anversa: sarà l'editore Plantin, legato anche a Ortelius, a pubblicare la sua ultima opera, il "Thesaurus huberrimus", del 1579. Hubert Goltz morì nel 1583 a Bruges.
Per il Goltzius artista è certa l'attribuzione del "Giudizio finale" del 1557 custodito a Venlo; ma gli vengono assegnate anche altre opere, tra cui il ritratto della nobildonna Diana di Poitiers e quello, a carattere satirico, di fratello Cornelio, intransigente cattolico e predicatore a Bruges.
La sua carriera si sviluppò innanzitutto verso la medaglistica e le incisioni su legno, volgendosi quindi allo studio della storia, della numismatica antica e all'antiquaria. Nel 1557 Hubertus Goltzius pubblicò ad Anversa la sua prima opera, intitolata "Vivae omnium fere imperatorum imagines a C. Julio Caes. usque ad Carolum V et Ferdinandum", in cui sono raffigurati i ritratti presenti sulle monete degli imperatori, da Giulio Cesare a Ferdinando I; postumo, del 1599, è "Imagines et vitae imperatorum romanorum", con altre immagini di monete e una breve descrizione della vita.
Come si è detto, Goltzius ampliò i suoi interessi all'antiquaria e alla storia antica. "Historicus et totius antiquitatis restaurator" venne difatti qualificato nell'epigrafe sul suo ritratto, opera di Antonio Moro del 1574. Del 1563 è il "Caius Iulius Caesar"; del 1566 i "Fasti"; del 1574 il "C. Iulius Caesar Augustus"; del 1576 è "Magna Graecia et Sicilia", dedicato a Filippo II re di Spagna, tutti volumi editi a Bruges dalla "Officina Goltziana", con la collaborazione del Laurin; del 1579 è il "Thesaurus", pubblicato ad Anversa dal "Compasso d'oro", la casa editrice di Christopher Plantin, prototipografo di Filippo II.

## Opere

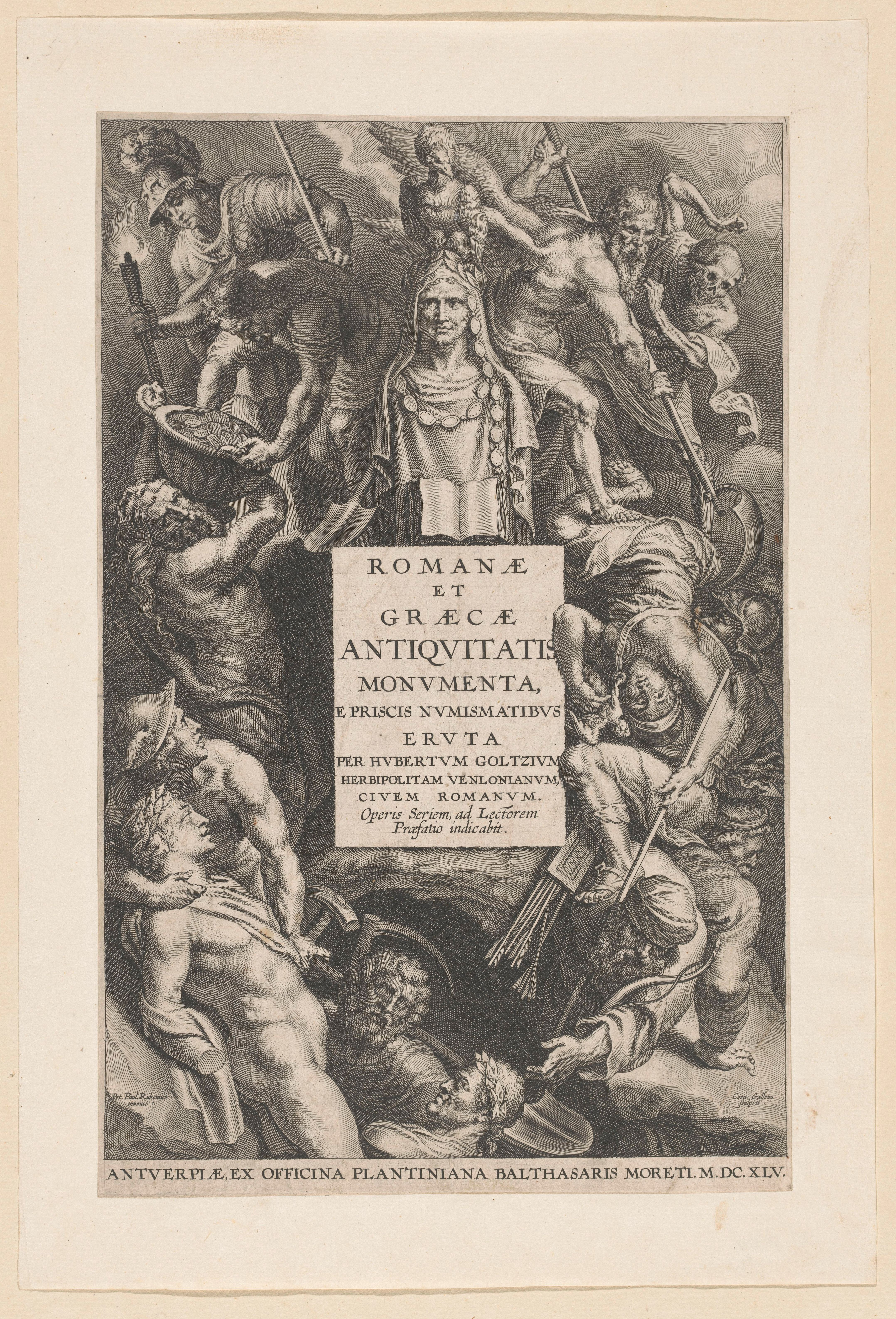
Hubert Goltz, Romanae et Graecae antiquitatis monumenta, Anversa, Officina Plantiniana, 1645

- Vivae omnium fere imperatorum imagines a C. Julio Caes. usque ad Carolum V et Ferdinandum, Anversa 1557
- Imagines et vitae imperatorum romanorum, 1599
- Thesaurus rei antiquariae huberrimus, Anversa 1579